# فروده گرودوس
فروده گرودوس (انگلیسی: Frode Grodås؛ زادهٔ ۲۴ اکتبر ۱۹۶۴) یک بازیکن سابق و مربی فوتبال اهل نروژ است.
وی در تیم ملی فوتبال نروژ ۵۰ بازی انجام داده است و عضو این تیم در جام جهانی فوتبال ۱۹۹۴ و ۱۹۹۸ بوده است.